# Bilderlahe
Bilderlahe è una frazione (Ortsteil) della città di Seesen, nel land della Bassa Sassonia, in Germania.

## Storia
Già comune autonomo nel circondario di Hildesheim-Marienburg, fu soppresso e incorporato a Seesen il 1º luglio 1972.